# Fortaleza do Morro de Chaul

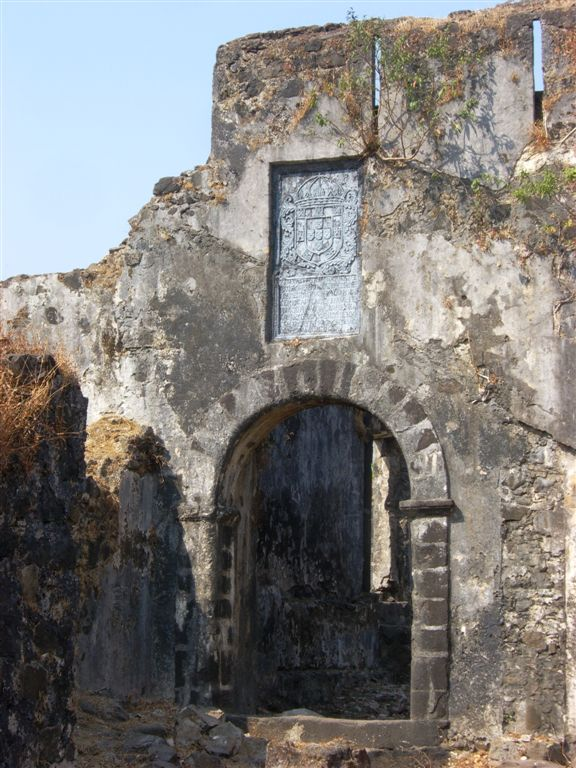
Fortaleza do Morro de Chaul: inscrição epigráfica sobre o Portão de Armas

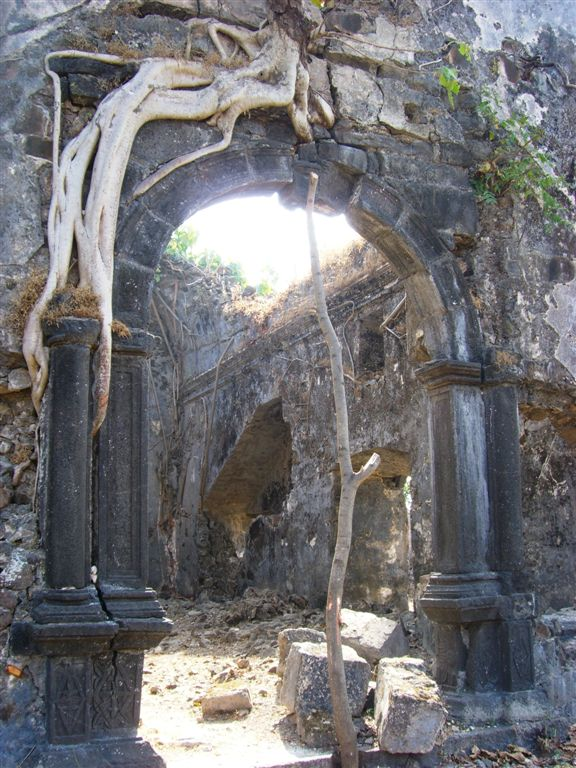
Fortaleza do Morro de Chaul: portada

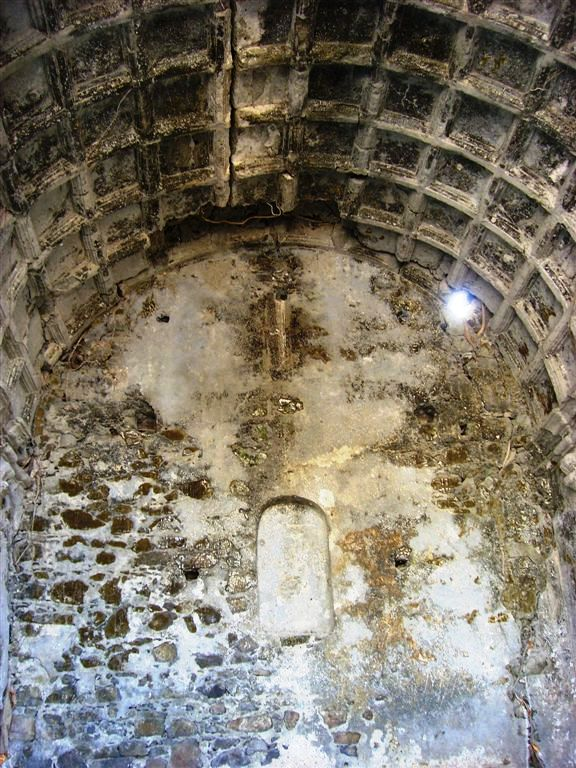
Fortaleza do Morro de Chaul: aspecto do interior

A Fortaleza do Morro de Chaul, atualmente conhecida como Fortaleza de Korlai, localiza-se no Morro de Chaul, na atual povoação de Korlai, no estado de Maarastra‎, na Índia. Foi erguido por forças portuguesas no início do século XVI para defesa da embocadura do rio Kundalika, como complemento à defesa proporcionada pela Fortaleza de Chaul. Vestígios da presença portuguesa na região tem sido estudados desde a década de 1970 num dialeto local, de base indo-portuguesa, denominado de "Kristi".

## História

### Antecedentes
Chaul localiza-se a cerca de 350 quilómetros ao norte de Goa e apenas a 60 quilómetros ao sul de Bombaim.
Em 1508, Egípcios Mamelucos, aliados ao Sultanato de Guzerate, derrotaram as forças portuguesas na batalha naval de Chaul.
O primeiro estabelecimento português em Chaul teve lugar quando o Vice-rei, D. Diogo Lopes de Sequeira, após se ter constatado a inviabilidade da construção de uma fortaleza em Diu, obteve autorização do Sultanato Amadanagar para levantar uma fortificação nas imediações desta cidade e porto, em 1521, no banco sul do rio Kundalika. Este acordo seria renovado e ampliado, em 1539, 1542 e 1548.
Mais tarde, em outubro de 1531, as forças portuguesas deram início a uma nova fortificação, de planta quadrada, em alvenaria de pedra, sob a invocação de Santa Maria ("Santa Maria do Castelo"), que em seu interior continha alojamento para 120 homens e uma igreja. A cidade portuguesa ("Chaul de Baixo") desenvolveu-se ao abrigo dos muros da fortificação mas, em 1558 um tratado impediu o muralhamento da cidade.
De 1570 a 1571 a cidade resistiu com sucesso um duro assédio imposto pelas forças do então Sultão de Ahmadnagar, Nizam Shahi. Encontrava-se sob o comando de D. Francisco de Mascarenhas, Luís Freire de Andrade e D. Jorge de Meneses Baroche. O Sultão pediu a paz e aceitou de novo a suserania do rei de Portugal, a quem voltou a pagar tributo, e a cidade foi reconstruída e agora envolvida por muralhas, amparadas por baluartes em formato de orelhão. Os trabalhos estavam concluídos após 1528.
Ataques posteriores à cidade levaram a que as suas defesas fossem reforçadas, destacando-se os trabalhos de ampliação das mesmas em 1613.
Antes de Baçaim ascender à posição de capital da chamada "Província do Norte", Chaul constitui-se no principal entreposto de comércio, e na principal estação naval e arsenal dos portugueses nesta parte da Índia.
O porto de Chaul mantinha um ativo comércio marítimo que ligava a costa de Moçambique à da China (pão, louça, ópio, índigo, côco, canela, pimenta, cravo, tecidos, ouro, marfim, e escravos cafres), e anualmente organizava expedições missionárias e foi visitada por personalidades importantes de seu tempo como Afonso de Albuquerque, Vasco da Gama, São Francisco Xavier, Diogo do Couto e Luís de Camões.

### A fortaleza do morro de Chaul
A primeira tentativa de estabelecimento português no morro de Chaul, um promontório rochoso a norte no lado do rio oposto à cidade, registou-se ainda em 1521, quando, tirando proveito da confusão no período que se seguiu à morte do Sultão Burhan Nizam, principiou-se uma fortificação de campanha. As forças do sultanato entretanto contra-atacaram, ocupando a posição. Posteriormente uma trégua foi negociada, e nenhuma nova fortificação foi tentada na ilha. Apenas uma cruz de madeira ali permaneceu como um sinal da presença portuguesa.
Em 1594, Abranches, um capitão português à testa de uma força combinada de 1500 soldados e 1500 nativos empreenderam a conquista da fortificação no morro de Chaul. As forças do Sultanato, sitiadas, tentaram bloquear o avanço português dispondo os corpos de um elefante morto na porta principal e de um cavalo também morto na porta interior, mas sem sucesso, tendo sido forçadas à capitulação. Os conquistadores portugueses, sem forças suficientes para a sua guarnição, decidiram arrasá-lo, conservando apenas a torre central e uma bateria.
Antes da sua destruição, a estrutura havia sido descrita por viajantes como "uma magnífica fortaleza, tão forte como qualquer outra no mundo". Pelo lado de terra, único lado por era passível de ser assaltada, era protegida por um fosso, que só podia ser ultrapassado por uma ponte levadiça. A entrada principal era guardada por um leão de bronze e a torre mais alta por uma águia também de bronze. Tinha capacidade para 7000 homens e cavalos.

### Da retirada aos nossos dias
Charles Dellon relata que, em 1687 Chaul se mantinha forte e resistia com sucesso às investidas indianas e neerlandesas. No final do século XVII e início do XVIII, o Estado Português da Índia declinou política e económicamente e Chaul viu perder a sua antiga importância. Simultaneamente, o poder do Império Mogol diminuiu no início do século XVIII, o que permitiu ao Império Marata estender o seu domínio à Índia Central e Ocidental. O estabelecimento português em Kalyan foi conquistado pelos maratas em 1720 e, em 1737 o general marata Angria iniciou uma campanha conjunta para capturar os restantes territórios portugueses na região. Um cerco foi imposto às posições portuguesas em Chaul e no Morro de Chaul em março de 1739, entretanto levantado em outubro do mesmo ano.
Após a captura de Baçaim em 1740, um tratado de paz foi celebrado e, em 18 de setembro de 1740, Chaul foi cedida por tratado aos maratas. A cidade foi posteriormente abandonada, caindo em ruínas.
Atualmente o conjunto encontra-se em avançado estado de degradação, oculto sob a vegetação tropical.

## Características
A fortificação mede 2828 pés de comprimento, com uma largura média de 89 pés. A muralha exterior ergue-se a 5 pés e 3 polegadas de altura, encimada por 305 ameias. É acedida por onze portas - quatro exteriores e sete interiores. No lado norte, à distância de um tiro de pistola da bateria principal, encontra-se a cisterna, denominada de "Santa Cruz". A área intra-muros da fortificação é dividida em três espaços por duas linhas de fortificações abaluartadas. Cada um dos sete baluartes encontra-se sob a invocação de um santo: os dois ocidentais, São Diogo e São Francisco, e dos demais guardaram-se os  nomes de São Pedro, Santo Inácio e São Filipe.
O topo da colina constitui-se também num baluarte, cercado por um parapeito. Em seu interior abre-se uma vasta cisterna para recolhimento das águas da chuva, com três bocas de um pé de largura cada uma, podendo ainda ser observadas as ruínas de um paiol e de uma capela. Esta foi erguida em 1630 para uso das forças portuguesas, tendo funcionado até à sua retirada, em 1728.
No conjunto é possível a leitura de três inscrições epigráficas portuguesas. A que se encontra por cima do Portão de Armas, reza:
"Este castelo foi ordenado para ser construído pelo Vice-rei da Índia Dom Filipe Mascarenhas em Novembro do ano 1646 e Fernão Miranda Henriques sendo Capitão de Chaul, e foi terminada em Maio de 1680, Cristóvão de Abreu de Azevedo sendo Capitão deste forte."
A inscrição é encimada por uma cruz com o brasão de armas de Portugal. Outras inscrições por cima da entrada principal e por cima de um altar na capela encontram-se desgastadas e ilegíveis.
Durante o breve período de dominação marata, os nomes dos bastiões foram modificados mas hoje, a única indicação da sua presença são alguns relicários desmantelados.